# Telnet
Telnet е мрежов протокол, който се използва в интернет или локална мрежа с цел да осигури двупосочно интерактивно текстово ориентирано комуникационно средство с помощта на виртуално терминално свързване. Потребителските данни се редуват in-band с контролна Telnet информация в 8-битова побайтова връзка за данни върху Transmission Control Protocol (TCP).
Telnet е разработен през 1968 г., започвайки с RFC 15, продължен в RFC 854 и стандартизиран като интернет стандарт на Работната група за интернет инженеринг (Internet Engineering Task Force, IETF) STD 8, един от първите интернет стандарти.
Използва се за отдалечено свързване на терминали, позволявайки на потребители да се включват в отдалечени системи и да използват ресурси така, все едно са част от локалната система. Също така TELNET сесия може да бъде използвана за отдалечено администриране на потребителски маршрутизатор.